# Epicephala albistriatella
Epicephala albistriatella là một loài bướm đêm thuộc họ Gracillariidae. Nó được tìm thấy ở Queensland.